# Флойд (Вірджинія)
Флойд (англ. Floyd) — місто (англ. town) в США, в окрузі Флойд штату Вірджинія. Населення — 448 осіб (2020).

## Географія
Флойд розташований за координатами 36°54′44″ пн. ш. 80°19′5″ зх. д. / 36.91222° пн. ш. 80.31806° зх. д. (36.912160, -80.318117).  За даними Бюро перепису населення США в 2010 році місто мало площу 1,18 км², з яких 1,18 км² — суходіл та 0,00 км² — водойми.

## Демографія
Згідно з переписом 2010 року, у місті мешкало 425 осіб у 228 домогосподарствах у складі 111 родини. Густота населення становила 359 осіб/км².  Було 277 помешкань (234/км²).
Расовий склад населення:
| - 94,1 % — білих - 3,5 % — чорних або афроамериканців - 0,5 % — корінних американців - 0,5 % — азіатів |

До двох чи більше рас належало 1,4 %. Частка іспаномовних становила 6,4 % від усіх жителів.
За віковим діапазоном населення розподілялося таким чином: 17,6 % — особи молодші 18 років, 57,0 % — особи у віці 18—64 років, 25,4 % — особи у віці 65 років та старші. Медіана віку мешканця становила 48,4 року. На 100 осіб жіночої статі у місті припадало 89,7 чоловіків;  на 100 жінок у віці від 18 років та старших — 84,2 чоловіків також старших 18 років.
Середній дохід на одне домашнє господарство  становив 64 274 долари США (медіана — 47 778), а середній дохід на одну сім'ю — 88 946 доларів (медіана — 70 250). За межею бідності перебувало 19,4 % осіб, у тому числі 13,0 % дітей у віці до 18 років та 20,8 % осіб у віці 65 років та старших.
Цивільне працевлаштоване населення становило 254 особи. Основні галузі зайнятості: освіта, охорона здоров'я та соціальна допомога — 24,0 %, виробництво — 15,7 %, роздрібна торгівля — 15,0 %.